# Monastère de Taktsang Lhamo
Le monastère de Taktsang Lhamo (tibétain : སྟག་ཚང་ལྷ་མོ་, Wylie : stag tshang lha mo, THL : Taktsang Lhamo ; translittération en chinois : 郎木寺 ; pinyin : lángmù sì), est un monastère de l'école Gelugpa du bouddhisme tibétain, situé dans le bourg de Langmusi (郎木寺镇), dans le xian de Luqu, au sein de la Préfecture autonome tibétaine de Gannan, dans la province du Gansu, en République populaire de Chine.

## Description
Lors de la fête de Shoton, un grand thangka est déployé sur un perré cimenté installé sur un versant entre deux escaliers latéraux également en ciment.